# Dubrājpur
Dubrājpur är en ort i Indien.   Den ligger i distriktet Bīrbhūm och delstaten Västbengalen, i den östra delen av landet, 1 100 km sydost om huvudstaden New Delhi. Dubrājpur ligger 100 meter över havet och antalet invånare är 35 087.
Terrängen runt Dubrājpur är platt. Runt Dubrājpur är det tätbefolkat, med 459 invånare per kvadratkilometer. Dubrājpur är det största samhället i trakten. Trakten runt Dubrājpur består till största delen av jordbruksmark.